# 수정 (생물학)

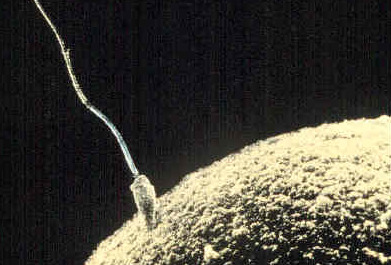
정자와 난자의 수정 장면

수정(受精)은 유성 생식을 하는 동물의 생식 세포인 난자와 정자의 핵이 융합하는 과정이다. 생식 세포는 생식 기관 속의 생식 모세포가 감수 분열을 한 결과 생겨난다.

## 생식 세포의

### 감수 분열

감수 분열의 과정

ㅇ감수 분열(수가 줄어듦)은 생식 세포 형성시 일어나는 세포 분열 방식이다. 체세포나 생식 세포가 분열할 때, 핵 속의 염색질을 응축하여 막대 모양이나 공 모양 등의 염색체가 되며, 이 염색체는 분열 과정에 따라 세포의 적도면에 배열되는데, 세포 분열이 끝날 무렵에는 세포질의 분열에 의해 각각의 딸세포에 분배된다. 이와 같이 염색체는 세포의 유사 분열 때 볼 수 있는 것으로서, 그 모양이나 수는 동물의 종류에 따라 일정하다.
일반적으로 난자와 정자의 염색체 수는 체세포가 가지고 있는 염색체 수 46의 절반인 23이며이며 그렇기 때문에 생식 세포의 염색체를 n, 체세포의 염색체를 2n으로 표시한다. 따라서 생식 세포가 형성될 때는 체세포 분열과는 달리 염색체수가 반감되므로, 이와 같은 분열을 '감수 분열'이라고 한다. 감수 분열에서는 2회의 핵분열이 연속해서 일어난다. 성염색체를 제외한 체세포의 염색체는 같은 모양, 같은 크기인 1쌍의 상염색체로 되어 있는데, 이 상염색체의 1개는 난자에서, 다른 1개는 정자에서 온 것이다. 체세포가 분열할 때는 각 염색체는 절반으로 나뉘어 각각 딸세포로 들어가므로, 딸세포의 염색체수는 2n으로 분열 전과 변함이 없다. 그러나 감수 분열에서는 염색체수가 반으로 줄어든다(2n→n).
감수 분열은 세포가 2회 연속 분열을 함으로써 이루어지는데, 보통 제1분열에서는 염색체수가 반감되고, 제2분열에서는 염색체수에 변화가 없다. 제1분열의 전기에는 상동 염색체가 접합하여 굵은 2가 염색체가 되고, 그 각 염색체는 다시 세로로 갈라져서 4개의 염색분체(4분 염색체)가 된다. 2가 염색체는 중기에 적도면에 배열되고, 후기에는 접합면에서 갈라져 양극으로 끌려가는데, 이 때 염색체 수가 반감된다. 양극으로 끌려온 염색체(n)주위에는 전기에 소실되었던 핵막이 다시 생기며, 반수의 염색체를 갖는 2개의 딸세포가 생긴다. 이 두 딸세포는 골 제2분열을 하게 된다. 제2분열에서는 각 염색체가 2분되어 2개의 세포는 염색체수가 n인 딸세포 4개가 된다.

### 정자의 형성
생식 세포의 근원이 되는 원생식세포는 생식소에서 세포 분열을 반복하여 수가 증가하는데, 수컷의 경우는 정원 세포, 암컷의 경우는 난원 세포가 된다. 정원 세포는 다시 분열하다가, 어느 시기에 이르면 분열을 중지하고 성숙하여 제1정모 세포가 된다. 제1정모 세포는 감수 분열(제1분열)을 하여 2개의 제2정모 세포가 되고, 이 제2정모 세포가 다시 분열(제2분열)을 하여 4개의 정세포가 되는데, 이들 정세포는 분화하여 운동 능력이 있는 정자가 된다.
사람이나 개의 정자는 올챙이 모양으로, 머리부·중편·꼬리부로 구별할 수 있는데, 머리부는 골지체에서 유래하는 첨체와 핵으로 되어 있고, 중편에는 주로 미토콘드리아가 있어서 정자의 운동에 필요한 에너지를 제공한다. 꼬리부는 중편의 앞 끝에 있던 중심체가 변형된 편모로서, 이 편모의 중심에는 두 다발, 주변에는 아홉 다발의 섬유가 있다.
정자의 모양은 사람의 경우처럼 올챙이 모양인 것이 잘 알려져 있는데, 이와 달리 쥐의 정자는 머리부가 낫 모양이고, 오리너구리 등 단공류의 정자는 선충 모양, 도롱뇽은 트리파노소마 모양의 정자를 지니고 있다. 이 밖에도, 갑각류의 별사탕 모양, 곤충의 화살촉 모양, 흡충류의 실모양, 선충류의 별사탕·오똑이 모양 등 여러 가지 모양의 정자가 있다. 또 곤충류와 연체동물에서는 모양과 크기가 다른 2종류의 정자를 낳는 일이 있는데, 이러한 정자를 '이형 정자'라고 부른다.

### 난자의 형성
정자 형성과 마찬가지로, 난원 세포는 난소에서 분열을 반복한 다음, 분열을 중지하고 세포질 속에서 영양분인 난황을 축적하여 비대해진다. 이 과정은 정자 형성에 비하여 매우 두드러지게 나타나므로 '성장기'라고 한다. 성장기 후, 충분히 영양을 축적한 세포는 제1난모 세포가 된다. 제1난모 세포는 부등 분열(不等分裂)인 제1분열에 의해, 모세포 세포질의 대분분을 차지하는 1개의 제2난모 세포와 극히 소량의 세포질을 포함하는 1개의 제1극체가 된다. 이어서 제2난모세포는 제2분열을 하여 난자(난세포)와 극체(제2극체)로 되고, 제1극체도 분열을 하여 2개의 극체가 된다. 그러므로 1개의 제1난모 세포는 감수 분열을 하여 1개의 난자와 3개의 극체를 만드는 셈이다.
그러나 제1극체가 분열하지 않는 종류도 있는데, 이 때는 1개의 난자와 2개의 극체가 생기게 된다. 분열에 의해 생성된 극체는 발생 능력이 없어 얼마 후에 소실되므로, 결국 1개의 제1난모 세포에서 1개의 난자가 생긴다. 이러한 과정을 거쳐 형성된 난자는 장래의 배발생에 필요한 난황을 다량 함유하고 있어서, 정자에 비하면 매우 크다. 그러나 태반을 지니는 포유류의 배는 모체에서 영양분이 공급되므로 난자가 비교적 작은데, 그래도 정자에 비하면 훨씬 큰편이다. 예를 들면, 고양이의 정자는 길이가 약 40μm인데 비해, 난자의 지름은 약 130μm이다. 또한, 조류나 파충류의 알은 매우 크며, 특히 타조의 알은 긴지름이 20cm에 달한다, 그 밖에 상어나 가오리 등의 연골어류를 비롯하여 경골어류의 알에도 큰 것이 많다. 무척추동물의 알은 몸의 크기에 비하여 큰 것이 많은데, 특히 극피동물과 연체동물의 알에는 지름이 수 mm에 달하는 것도 있다.

## 수정의 구조

### 체외 수정과 체내 수정
수정은 2개의 생식 세포가 합체하여 1개의 수정란이 되는 것인데, 몸 밖에서 난자와 정자가 수정하는 것을 '체외 수정', 암컷의 몸 속에서 정자와 난자가 수정하는 것을 '체내 수정'이라고 한다. 무척추동물 중에는 체외 수정을 하는 종류가 많다. 굴이나 모시조개는 여름에 수온이 높아지면 알과 정자를 물 속에 방출하여 물 속에서 수정이 이루어진다. 이와 같은 체외 수정은 강장동물, 유형동물, 환형동물의 다모류, 연체동물의 부족류, 극피동물 등에서 널리 볼 수 있다.
그러나 무척추동물 중에서도 교미에 의해 체내 수정을 하는 종류가 있다. 절지동물의 곤충·거미 및 환형동물의 지렁이 등 육지에 사는 동물과 회충 등의 기생 동물은 일반적으로 체내 수정을 한다. 또한, 권패류나 편형동물은 수생(水生)인데도 체내 수정을 한다. 한편, 교미를 하면서도 실제의 수정은 체외에서 이루어지는 동물이 있는데, 문어·오징어 등의 두족류와 게·새우 등의 갑각류가 이에 해당된다. 이들 동물은 교미를 위한 교미 기관을 가지고 있는데, 교미에 의해 정자가 암컷의 체내에 들어가면 바로 수정이 되는 것이 아니고, 정협(精莢)이라고 하는 자루 속으로 들어가 수란관의 입구 부근에 부착한다. 암컷이 산란할 때 정협이 터지면 정자가 나오게 되어 물 속에서 수정이 이루어진다.
척추동물 중 원구류·경골어류·양서류의 대부분은 체외 수정을 하며 파충류·조류는 일반적으로 체내 수정을 한다. 개구리는 교미에 가까운 행동을 하나, 수정은 체외에서 한다. 또 어류 중 가오리나 상어 등의 판새류와 볼락·망상어·거피 등의 난태생인 종류에서는 교미가 행해진다. 특히, 뱀이나 도마뱀의 일부 종류와 박쥐 등은 정자가 암컷의 체내에 수개월에서 수년 동안이나 수정 능력을 지닌 채로 보존되므로 한 번의 교미만으로도 몇 번의 생식기에 걸쳐 수정란을 낳을 수 있다.

### 수정의 과정

성게의 수정 과정

체내 수정과 체외 수정의 어느 경우든지, 먼저 정자가 운동을 하여 난자에 접근하여 난자 속으로 들어가서 수정이 이루어진다. 이어서 정자의 핵(정핵)과 난자의 핵(난핵)이 합체한다. 즉, 정핵과 난핵의 융합에 의해, 감수 분열로 반감해 있던 염색체수가 원래의 복상(2n)으로 환원되어 수정이 끝나는 것이다. 수정이 완성되기까지의 과정을 살펴보면 다음과 같다.
1. 먼저 정자가 편모 운동을 하여 난자에 접근한다.
2. 정자가 난자의 표면에 도달하면 정자와 난자에 변화가 일어난다.
3. 정자가 난자 속으로 들어가면, 난자 표면에 화학 변화가 생겨 다른 정자의 침입을 막는다.
4. 정자는 난핵 쪽으로 이동하여 핵의 융합이 이루어진다.

### 정자의 접근과 침입
식물의 정자는 사과산이나 설탕과 같은 물질에 대하여 양성 주화성을 나타내어, 그것에 의하여 난자에 접근하기도 하는데 비해, 대부분의 동물은 난자의 표면이나 젤리층과 같은 부속 구조에 정자를 활성화시키는 물질이 있어서 그것에 의하여 정자가 접근한다. 극피동물을 비롯한 많은 해산 무척추동물은 난자에서 정자를 응집시키는 물질, 즉 '수정소'를 바닷물 속으로 방출한다.
수정소는 단백질로서, 정자 표면에 존재하는 단백질과 특이하게 결합하여, 종류를 구별하고 수정이 이루어지게 하는 데 어떤 작용을 한다. 어류의 알은 대개 두꺼운 난막으로 둘러싸여 있는데, 정자는 난막에 있는 작은 구멍인 난문(卵門)을 통하여 수정한다. 즉, 정자의 운동을 활발하게 하는 물질이 난문부에 있어서, 정자가 이 난문 근처에 오면 갑자기 운동이 활발해져서 난자속으로 침입하게 된다. 포유류는 수란관의 섬모운동과 정자의 운동으로 수란관의 상단에까지 헤엄쳐가서 난자와 수정한다. 이 밖에 편형동물, 환형동물의 거머리, 회충·요충·십이지장충 등의 구충에서도 특이하게 정자가 난자에 접근한다. 특히, 편형동물 와충강에 속하는 삼기장류와 봉장류는 교미할 때 수컷의 음경이 암컷의 체벽을 뚫고 들어가 피하의 결합 조직 속으로 정자를 방출하는데, 이들의 정사는 수정낭에 모여 축적된다. 또, 거머리류는 교미할 때 정협이 암컷의 몸 표면에 부착하고 얼마 후 그 부분의 피부가 붕괴하여 그곳으로부터 정자가 몸속으로 들어간다. 이러한 현상은 구충에서도 잘 알려져 있다.
한편, 어떤 종류의 정자는 난자 주위에 존재하는 젤리층과 투명층을 용해하는 효소를 지니고 있다. 이 정자가 난자에 접근하여, 특히 젤리층에 접하게 되면 정자의 첨체에서 가느다란 실 모양의 첨체 돌기가 나와 난막에 부착하여, 마침내 난막이 녹아 난자 안으로 정자가 침입해 들어가는데, 이것을 '첨체 반응'이라고 한다. 이 때, 난자에 도달한 정자가 방출하는 항정소는 나머지 정자들의 접근을 방해하여 다른 정자의 침입을 막는 구실을 한다. 불가사리류의 경우, 정자가 난막에 도달하면 난막의 표면이 솟아올라 수정 돌기가 형성되는데, 특히 첨체 돌기가 붙는 부분을 수정구라고 하며, 정자는 이 수정구를 통하여 난자 속으로 들어간다.

### 난자의 수정막 형성과 핵의 합체
수정구를 통하여 정자의 머리부가 난자 속으로 들어가면, 얇은 수정막이 형성되어 난자 전체를 덮는다. 성게와 송사리의 알에서 관찰한 수정막의 형성 과정은 다음과 같다.
- 미수정란의 정자가 접촉한 부분에서 알의 표면을 따라 자극이 전해진다.
- 이 자극에 의해 난자의 표면 바로 밑에 존재하는 표층포(表層胞)라 불리는 과립이 파괴된다.
- 이 때, 과립 속에 포함되어 있던 콜로이드 모양의 물질이 알의 원형질막과 난막 사이에 방출된다.
- 콜로이드의 친수성에 의해 물이 들어오면, 그 압력으로 난막을 밀어올리게 된다.
- 이 때 밀어올려진 막을 '수정막'이라 하며, 난자의 표면과 수정막 가까이의 공간을 '위난강'이라 한다.
- 수정막은 얼마 후 굳어져서 난자를 보호할 뿐만 아니라 정자가 방출한 항정소와 함께 다른 정자의 침입을 막는 구실을 한다.
- 난자 속으로 들어간 정자의 머리부는 형체가 불확실해지고 포상(胞狀)을 이루어 '웅성 전핵(雄性前核)'이 된다.
- 난핵은 일반적으로 감수분열의 제2분열 도중에 분열이 중지되는데, 정자가 침입하면 분열은 다시 진행되어 제2극체가 성숙된다. 이것을 '자성 전핵(雌性前核)'이라고 한다.
- 웅성 전핵과 자성 전핵은 그 둘레에 성상체를 형성한다.
- 정핵은 난핵 쪽으로 이동을 하여 핵융합이 일어나는데, 이로써 수정은 끝난다.

핵융합이 일어난 '합핵'은 얼마 후 세포 분열을 반복하는 난할을 시작하므로, 이 시기부터 수정란의 발생이 진행된다.

### 인공 단위 발생
미수정란에 인위적으로 자극을 주어 단독으로 발생시키는 것을, 자연 상태에서의 단위 생식에 대하여 '인공 단위 발생' 또는 '인공 단위 생식'이라고 한다. 19세기 후반에, 누에의 미수정란을 마찰시키거나 산으로 처리하면, 배(胚)까지 발생이 진행된다는 사실이 보고되었으며, 그 후에도 인공 단위 발생의 예는 많이 알려졌다.

## 같이 보기
- 생식
- 발생
- 유전자 재조합

## 참고 문헌
- Scott F. Gillbert, Michael J. F. Barresi. 2018. Developmental Biology 11th ed. 이 문서에는 다음커뮤니케이션(현 카카오)에서 GFDL 또는 CC-SA 라이선스로 배포한 글로벌 세계대백과사전의 내용을 기초로 작성된 글이 포함되어 있습니다.